# 深雪
深雪(1969年8月14日)，原名羅穎思，英文名Zita Law，香港女作家。

## 生平簡介
深雪出生時受洗為天主教徒，但非常喜歡研究其他宗教。深雪曾就讀德雅中學，畢業於香港大學歷史系，另外又修畢一個法律文憑課程。早於中七時就參加了《東方日報全港學生暑假徵文比賽》高級組獲得亞軍，然後在大學二年級的暑假，寫了兩篇5000字的小說，一篇寄去《明報週刊》，另一篇寄了給《清新週刊》；三天之後，《清新週刊》的負責人找她見面，然後便開始每星期寫一篇5000字的大學生短篇小說，那些文章後來給勤＋緣結集成書，成了她的第一本小說《絕對討厭的女孩》。21歲大學畢業後，在猛鬼雜誌《Yes!鬼世界》做了一年記者，以「深雪」筆名寫鬼怪故事的專欄。在兩年後，皇冠出版社替她的鬼故事出結集《夜霜艷》。廿四歲開始寫《Amoeba》。在九十年代中，深雪寫了大量的短篇小說，分別刊載於《Amoeba》、《姊妹》、《星島日報》、《星島晚報》、《明報》等等各大媒體。後來，在《經濟日報》、《太陽報》、《東方日報》寫男女感情專欄。
深雪的小說《第8號當舖》於2004年在台灣拍成連續劇，成績斐然，風靡了台灣、中國大陸、東南亞等地，唯獨香港沒有播放過。《第8號當舖》也被改編為舞台劇，2017年6月及10月在上海上演。
2004年，她亦於TeenPower主持《文字影院I》。2012年，舊作《兜售回憶》被改編拍成微電影。深雪榮獲Roadshow 2013一路最愛品牌大獎中的「人氣博客大獎」，她在Roadshow網站寫的小說是該網站人氣之冠。2015年，深雪替盛君創作《誰懂我》MV微電影。2016年4月，中篇小說作品《借用下一世的男朋友》成為舞台劇。深雪是2018年香港書展年度作家之一。
2019年1月，中國的晉、冀、魯、豫省份名校聯校高中考試中的語文科， 採用了深雪的《當舖》做閱讀理解考試題目。《當舖》是1995年的短篇小說，為《第8號當舖》的前身。相反自2012年至今香港中學文憑試中國語文科閱讀理解，則從未出現過任何一位香港愛情文學作家作品。

## 筆名由來
「深雪」這個筆名最初是因為《Yes!鬼世界》。該雜誌編輯認為深雪的原名並不適合寫鬼故事，於是深雪提供了「深雪、小夜子、夜嬰」三個筆名給編輯挑選，最後編輯選擇了「深雪」。

## 作品

### 短篇小說
- 《絕對討厭的女孩》(多情系列3)：出版時仍然使用原名；
- 《夜霜艷》
- 《樹熊症病患者》
- 《我的左眼愛上你的右眼》
- 《戀愛動物不吃素》
- 《我的愛情大減價》
- 《我們都是粉紅色的女巫》
- 《送你一個夢想的手袋》
- 《夜嬰異色傳說》
- 《樹熊的左眼愛上右眼》（《樹熊症病患者》、《我的左眼愛上你的右眼》結集，再版）
- 《戀愛動物愛情大減價》（《戀愛動物不吃素》、《我的愛情大減價》結集，再版）
- 《借用下一世的男朋友》
- 《夜嬰十四夜》
- 《三個公主殺王子》
- 《男朋友是無用鬼》

### 合著作品
- 《床 - 都市愛情劇場》
- 《完全自殺小說》

### 長篇小說
- 《我們戀愛》
- 《貓的眼睛是紅色》
- 《藍色心形會所》
- 《櫻桃街的禮物》
- 《飯盒五歲了》
- 《兜售回憶》
- 《新娘娃娃不祝福》
- 《早餐B》
- 《月夜遺留了死心不息的眼睛》
- 《當魔鬼談戀愛》
- 《貓眼二說》
- 《深夜與早晨的周記》
- 《第8號當鋪》
- 《月日，別消失 1》
- 《月日，別消失 2》
- 《玫瑰奴隸王》
- 《另一半的翅膀》
- 《愛經述異》
- 《二姝夢1》
- 《二姝夢2》
- 《死神首曲1》
- 《死神首曲2》
- 《靈魂舞會》
- 《貓眼二說》
- 《女神門》
- 《早餐B》(再版)
- 《靈魂舞會2》
- 《飯盒五歲了》(再版)
- 《貓的眼睛是紅色》(再版)
- 《兜售回憶》(再版)
- 《迷失在煙薰裡的夜》(再版)
- 《藍色心形會所》(再版)
- 《櫻桃街的禮物》(再版)
- 《選新娘》
- 《閃閃鑽石糖》
- 《朝聖．愛．傳說》
- 《月夜遺留了死心不息的眼睛》(聖藏版)
- 《幸謠說》
- 《人生拍賣會》
- 《人生拍賣會2之褫魂奪愛》
- 《三界愛事》
- 《人生拍賣會3之驕傲之旅》
- 《神與人的遊戲》
- 《神與人的遊戲2 光魅力暗魅力》
- 《盛女婚紗店》
- 《邪惡家族I》
- 《第8號當舖》(復刻版)
- 《邪惡家族II》
- 《另一半的翅膀》(復刻版)
- 《玫瑰奴隸王》(復刻版)
- 《邪惡家族III》
- 《愛經述異》(復刻版)
- 《烏托邦遊樂場》
- 《烏托邦遊樂場II》
- 《幸愛花謠》
- 《幸愛花謠II》
- 《照仙鏡》
- 《照仙鏡II》
- 《照仙鏡III》
- 《第9號當舖》
- 《怪年怪月好日子》
- 《怪男友奇女友》

### 散文
- 《眼睛，不要愛上我的長髮》
- 《問題男女 - 238 條相處守則》
- 《問題男女 - 戀愛四部曲》
- 《我的私密 CATALOG》
- 《問題男女 -  戀愛說明書》
- 《美女的交換禮物》
- 《問題男女 - 愛情啟示錄》
- 《乳尖上的愛情腦》
- 《淺雪紀念中學》
- 《聰明女孩笨男友》
- 《一人睡、二人睡》
- 《閃閃眼睛看法國》
- 《吃一粒愛情勝利糖》
- 《愛情冠后加冕日》
- 《男人由好到賤》
- 《女人一秒都不能佔下風》
- 《女人由愛到恨》
- 《女人開放但不豪放》
- 《愛情 Last Card !?》
- 《男人是鞋，刮腳就要丟！》
- 《那些女人是迷藥 這些男人是毒藥》
- 《魅幻女神的愛情魔力》
- 《有些男人是要來吃》
- 《那個最Man的人 原來是女人自己》
- 《相愛，不相欠》(台版)
- 《核心問題不是你個胸》
- 《男人的愛自己的愛，通殺》
- 《自己眼淚自己吞》
- 《人生，是一個決定》(內地版)
- 《男人不過是一場幻覺》

### 影視改編
- 《第8號當舖》 電視劇 (台灣) 2003年
- 《第8號當舖》 舞台劇 (中國)  2017年
- 《兜售回憶》 微電影 (香港)2012年
- 《借用下一世的男朋友》  舞台劇 (香港) 2016年 [4]
- 《樹熊症病患者》 網劇 (中國) 2017年

## 外部連結
- 深雪官方書迷會- 雪貓府 （页面存档备份，存于） 官方網站
- 深雪 Facebook
- 深雪 Instagram
- 深雪的新浪微博 （页面存档备份，存于）
- 【書展2018】深雪的愛情領悟：原來我永遠得不到，我筆下那種愛情 （页面存档备份，存于）